# Антуанетта (роман)
«Антуанетта» (англ. Wide Sargasso Sea; в дословном переводе: «Безбрежное Саргассово море») — роман 1966 года вест-индской писательницы Джин Рис. С публикацией её первого романа «Доброе утро, полночь» в 1939 года жизнь автора не изменилась: Рис оставалась в безвестности. С выходом из печати «Антуанетты» писательница оказалась в центре внимания. Роман стал самым успешным её творением.
Он представляет собой приквел популярного романа английской писательницы XIX века Шарлотты Бронте «Джейн Эйр» (1847). Это история первой супруги мистера Эдварда Рочестера — Антуанетты Косуэй (известной в «Джейн Эйр» как Берта Мейсон), белой креольской наследницы. В книге описывается юность девушки на Карибах и её несчастный брак и переселение в туманную Англию. Живя в подавляющем патриархальном обществе, не принадлежа ни к светлокожим европейцам, ни к чёрным жителям Карибов, Антуанетта постепенно превращается в безумную Берту на чердаке Торнфилд-Холла. Как и во многих произведениях постколониальной тематики, в романе присутствуют темы расового неравенства и суровые реалии ассимиляции.

## Сюжет
Повествование романа начинается с 1834 году вскоре после отмены рабства на Ямайке (1833). Тогда для английских плантаторов наступили «плохие времена», а освобождение негров-рабов существенно подорвало плантационное хозяйство страны. Главная героиня Антуанетта рассказывает историю своей жизни начиная с детских лет и заканчивая спланированным браком с неназванным англичанином (подразумевается мистер Эдвард Ро́честер из «Джейн Эйр» Шарлотты Бронте). Вскоре нелюбовь мужа приводит Антуанетту (или Берту, как зовёт её супруг) к потере рассудка.
Роман состоит из трёх частей. Действие первой главы разворачивается в поместье Кулибри на Ямайке, рассказ ведётся от лица Антуанетты. История о детстве включает несколько аспектов её жизни, таких как психическая неустойчивость матери и трагическая смерть маленького брата с ограниченными возможностями.
Вторая часть начинается с медового месяца молодых, который они проводят в имении Гранбуа, Доминика (рассказана обоими супругами). Наиболее вероятная причина сумасшествия девушки — это взаимные подозрения четы, к которым оба приходят после грязных слухов от чернокожего родственника Антуанетты Даниела Косуэя (Бойда). Невзлюбившая Эдварда чернокожая няня Антуанетты Кристофина ещё более ухудшает ситуацию. Эта нервная обстановка выводит уже сомнительное психическое состояние Антуанетты из равновесия.
Третья и самая короткая часть ведётся от лица Антуанетты, ныне известной как Берта. Теперь она живёт в английском поместье своего мужа Торнфилд-Холле. Прослеживаются её отношения со служанкой Грейс Пул, нанятой для её охраны. В потоке сознания Берта решает покончить с собой, поскольку полагает, что это её судьба.

## Персонажи

### Кулибри
- Антуанетта Мейсон, урожд. Косуэй (англ. Antoinette Mason, née Cosway) или Берта Рочестер (англ. Bertha Rochester) — главная героиня романа, креолка английского происхождения.
- Аннета — мать Антуанетты, родом из Спэниш-Тауна. Через пять лет после смерти супруга мистера Косуэя повторно вышла замуж за мистера Мейсона. Бывшая рабовладелица. Сошла с ума после смерти сына.
- Тётя Кора — тётка Антуанетты, родом из Англии.
- Пьер — младший слабоумный брат Антуанетты, около 6 лет.
- Мистер Мейсон — второй муж Аннеты, отчим Антуанетты, также из Спэниш-Тауна. Имеет собственность на Тринидаде и Антигуа.
- Ричард Мейсон — сын мистера Мейсона от первого брака.
- Сасс или Дизастрос Томас — слуга.
- Кристофина Дюбуа — чернокожая служанка и нянька Антуанетты, родом с Мартиники; сидела в заключении на Ямайке, владеет магией вуду. Говорит на английском, французском и патуа. Имеет троих детей от разных мужчин.
- Джо-Джо — один из сыновей Кристофины.
- Майот — единственная подруга Кристофины.
- Тиа — маленькая дочь Майот.
- Санди — чернокожий кузен Антуанетты, сын Александра Косуэя.
- Дэниел Косуэй или Исав Бойд — чернокожий якобы сводный брат (по отцу) Антуанетты. Был проповедником на Барбадосе. Имеет сводного брата — Александра Косуэя.

### Монастырская школа или монастырь Голгофы в Спэниш-Тауне
- Сестра Сен-Жюстина
- Сестра Мария Августина
- Луиза де Плана — девушка 15 лет, родилась во Франции, сестра Элен.
- Элен де Плана — сестра Луизы.

### Гранбуа
- Муж Антуанетты (подразумевается Эдвард Рочестер)
- Амелия — маленькая «служанка-полукровка» в доме замужней Антуанетты. Соблазнила её супруга.
- Хильда — служанка, девочка лет 12-14, постоянно хихикает.
- Батист — управляющий.
- Мистер Фрейзер — судья в отставке, друг семьи Мейсонов.

### Торнфилд-Холл
- Миссис Эфф (подразумевается миссис Фэйрфакс) — экономка поместья.
- Грейс Пул — служанка, нанятая присматривать за Бертой.

## Сравнение с романом «Джейн Эйр»
Самое примечательное различие между двумя романами состоит в том, что «Антуанетта» показывает первую жену Рочестера не как демонизированную героиню Бронте Берты Мейсон — «сумасшедшую на чердаке», раскрывая её образ как живой, уязвимой, страдающей Антуанетты Косуэй. Она больше не иностранка, не сумасшедшая креолка, а настоящая женщина с собственными надеждами, страхами и желаниями. «Антуанетта» рассказывает её историю так же как и «Джейн Эйр», однако ещё детализирует то, как она закончила жизнь в бреду на чердаке Торнфилд-Холла. Это даёт голос не только главной героине, но и всему темнокожему населению Вест-Индии, которое так ненавидит Эдвард. В версии Рис безумие, безбожие и пьянство Антуанетты — результат заблуждения Рочестера, что умопомешательство находится в её крови и что девушка нарочно скрыла этот факт при замужестве.
Характеры Джейн Эйр и Антуанетты Косуэй очень похожи. Обе независимые, живые, одарённые молодые леди с беспокойным детством, обе получили образование в религиозных учреждениях и испытали на себе классовое неравенство, и, конечно, обе вышли замуж за мистера Рочестера. Однако, Антуанетта является более капризной, чем Джейн и умственно менее стабильной, возможно потому, что она должна была пережить ещё более грустные обстоятельства. Иногда Антуанетта жаждет смерти, что опять же показывает её психическую неустойчивость, и, в отличие от открытой христианской веры Джейн, выказывает циничную точку зрения на Бога и религию.

## Награды и номинации
- Роман завоевал литературную премию Генри Уолтона Смита в 1967 году, что принесло писательнице внимание публики после десятилетий забвения.
- Журнал «Time» назвал работу Рис одним из 100 лучших англоязычных романов с 1923 года.
- Роман занял 94 позицию в списке 100 лучших романов Новейшей библиотеки.
- Победитель «Челтнемской книжной премии» 2006 года за 1966 год[2].

## Адаптации романа
- 1993: фильм «Безбрежное Саргассово море» австралийского кинорежиссёра Джона Дайгана, в роли Антуанетты Карина Ломбард, производство Австралия.
- 1997: современная опера на музыку Брайана Говарда, режиссёром которой выступил Дуглас Хортон.
- 2006: фильм «Широкое Саргассово море» режиссёра Брендана Махера, в роли Антуанетты Ребекка Холл, производство Великобритания.
- 2011: песня, написанная рок-музыкантом Стиви Никс о романе и фильме. Появилась в альбоме 2011 года под названием «В твоих мечтах».